# Vera Michelena
Pour les articles homonymes, voir Michelena.
Vera Michelena (16 juin 1885 - 28 août 1961) est une chanteuse américaine, prima donna contralto et danseuse qui est apparue dans des opéras-comiques, des comédies musicales, des vaudevilles et des films muets.
Elle est connue pour ses principaux rôles dans les comédies musicales The Princess Chic, Flo Flo et The Waltz Dream, son interprétation de la danse des vampires dans la comédie musicale Take It from Me et en tant qu'interprète des Ziegfeld Follies.

## Jeunesse
Vera Michelena est née à New York, elle est la fille de Fernando Michelena (1858–1921), un ténor vénézuélien réputé, et de Frances Lenord (1867–1912),, une soprano et pianiste. Son père Fernando est le fils de parents espagnols installés à Caracas, au Venezuela, où il est né. Pendant une grande partie de son enfance, les parents de Michelena tourne avec la compagnie d'Emma Abbott,,. Tout comme sa sœur Beatriz Michelena, une actrice célèbre à l'époque du cinéma muet. Vera reçoit son éducation musicale de son père,,,. Sa demi-sœur, Teresa Michelena, est une actrice connue sous le nom de Donna Barrell. Vera Michelena fréquente l'école dans un couvent à San Miguel (comté de San Luis Obispo, Californie).
Vera et Beatriz sont toutes deux formées par leur père aux études de chant classique et d'art dramatique, et elles suivent ses traces en commençant leur propre carrière de chanteuse. En 1904, alors que Vera poursuit sa carrière à New York, Fernando Michelena s'installe à San Francisco, en Californie, pour enseigner le chant,. Il élève Beatriz et continue à la former, comme soprano, aux techniques vocales d'opéra. Il transmet son expérience de la scène à sa fille : la façon de bouger, la façon de faire des gestes simples mais autoritaires et la façon de gagner en intensité tout au long d'une représentation. Plus tard, son père enseigne la musique et travaille comme coach vocal et, au moment de sa mort, il est président de l' Arrillaga Musical College (en) de San Francisco,. Maria Antonia Field, une écrivaine californienne, raconte plus tard son expérience en tant qu'élève du père de Michelena dans son livre, Five Years of Vocal Study under Fernando Michelena.

## Théâtre

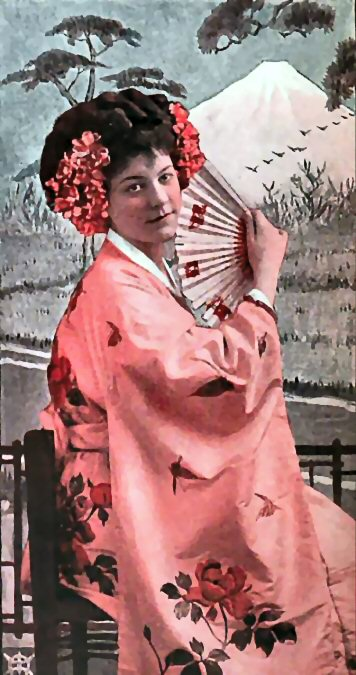
Vera Michelena dans Funabashi, 1908

Michelena fait ses débuts professionnels au théâtre à l'automne 1902 en jouant un rôle mineur dans une tournée nationale de l'opéra comique de Kirke La Shelle (en), The Princess Chic,. Le 19 janvier 1903, au Columbia Theatre de San Francisco, elle joue le rôle-titre, La princesse chic de Normandie, et continue pour le reste de la saison et la suivante,. Au cours de la saison 1904–05, Michelena joue le rôle de Zaidee dans la comédie musicale de Harry B. Smith (en), The Jewel of Asia. Elle passe la saison suivante dans deux productions : The School Girl, une comédie musicale de Henry Hamilton, Paul Meredith Potter et Charles H. Taylor dans laquelle elle interprète Lillian Leigh, et The Yankee Consul, une comédie musicale d'Alfred George Robyn et Henry Blossom (en) dans laquelle elle interprète le rôle de Bonita.
Michelena fait ses débuts à New York en août 1906 au Majestic Theatre, jouant la princesse Cholulu dans la comédie musicale The Tourist de R. H. Burnside (en) et Gustave Kerker. À l'époque, l'interprétation de Michelena de la chanson de la pièce They Lived to Be Loved in Vain attire une mention spéciale d'un critique du New York Times,. Au début de 1907, elle apparaît à Boston et à Philadelphie dans le rôle d'Ariella dans The Snow Man, une comédie musicale de Reginald De Koven et Hugh Stanislaus Stange (en) qui connait peu de succès lors de sa première à Broadway en novembre 1907 sous le titre The Girls of Holland,.
Le 13 janvier 1908, Michelena crée Funabashi au Casino Theatre, une comédie musicale d'Irvin S. Cobb et Safford Water, inspirée d'un récent voyage en Asie du secrétaire américain à la guerre, William Howard Taft,. Peu de temps après la clôture de Funabashi, début février, après 32 représentations, Michelena remplace Magda Dahl dans le rôle de la princesse Helena dans l'opérette The Waltz Dream, adaptée pour la scène anglaise par Joseph W. Herbert à partir de la production viennoise originale de Felix Dörmann et Leopold Jacobson (de), Ein Walzertraum est mis en scène à l'ancien Broadway Theatre et s'arrête le 2 mai 1908, après 111 représentations,.

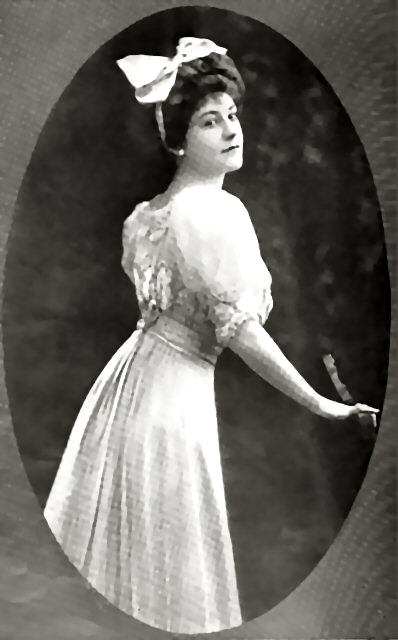
Vera Michelena, dans le rôle de la princesse dans A Waltz Dream peu après la première à New York, Munsey Magazine, avril 1908

Le 11 juin 1908, Michelena part en Angleterre à bord du bateau à vapeur SS Blücher (en) pour un contrat au Palace Theatre de Londres et ensuite un voyage en France. Elle revient début septembre après avoir enduré une traversée de l'Atlantique en proie à une tempête à bord du paquebot City of New York, pour se préparer à une tournée automnale avec la comédie musicale d'Harry B. Smith (en) et Maurice Lévy, The Soul Kiss,. Au printemps 1910, Michelena joue devant un public record au LaSalle Theatre de Chicago dans la farce musicale de Mortimer Henry Singer The Flirting Princess. Dans la pièce, elle interprète d'abord The Vampire Dance avec le danseur Joseph Smith, dont la chorégraphie s'inspire des œuvres de Philip Burne-Jones et de Rudyard Kipling.
Le 4 septembre 1910, elle apparaît au Grand Theatre de Chicago dans la comédie musicale de George Broadhurst (en), The Girl and the Drummer. Le mois suivant au Globe Theatre de New York, elle partage la tête d'affiche avec Sallie Fisher (en) et Frank Daniels dans The Girl on the Train, une comédie musicale de Harry B. Smith (en) d'après l'œuvre originale de Victor Léon et Leo Fall,. Michelena continue avec la comédie musicale jusqu'à ce qu'elle termine sa tournée au Colonial Theatre de Boston à la fin avril 1911. Le 2 novembre 1911, Michelena joue dans Alma, Where Do You Live?, la première production jouée au Bucklen Theatre récemment rénové à Elkhart, Indiana. Alma, Where Do You Live? de George V. Hobart (en) et Jean Briquet est l'une des comédies musicales les plus populaires de Broadway au cours de la saison 1910–11. Michelena continue avec Alma jusqu'au printemps 1912, puis elle fait une tournée avec Hanky Panky, le vaudeville extravagant de Lew Fields (en).
Michelena est parmi les principaux interprètes des Ziegfeld Follies of 1914  de juin à septembre au New Amsterdam Theatre de New York,. En 1917-1918, elle joue le rôle-titre dans la comédie musicale à succès de Fred de Gresac et Silvio Hein, Flo-Flo, pendant six mois au Cort Theatre à Broadway . Au printemps 1919, elle se produit au 44th Street Theatre pour une série de près de 100 représentations de Take It from Me, une comédie musicale de Will R. Anderson et Will B. Johnstone. Dans la pièce, elle joue Queenie LaBelle, un vampire de cinéma, qui dans une scène populaire interprète "The Vampire Dance" avec Vernon "Soup" Van Dyke (Fred Hildebrand). En novembre au Shubert Theatre de Boston, elle entame une tournée de huit semaines dans le rôle-titre de Betty Be Good, une comédie musicale de Harry B. Smith (en) et Hugo Riesenfeld. La dernière apparition majeure de Michelena à Broadway est en tant que principale interprète dans les Ziegfeld Follies de 1921,.
Michelena commence la saison d'automne 1922 avec Fred Hillebrand dans un vaudeville musical appelée Hello Miss Radio et en 1924, ils tournent ensemble dans un vaudeville intitulé All for Vera. En 1927, en tournée, ils partagent tous les deux la tête d'affiche dans Listen Dearie, une comédie musicale de Harold Atteridge (en) et Gertrude Purcell.

## Cinéma

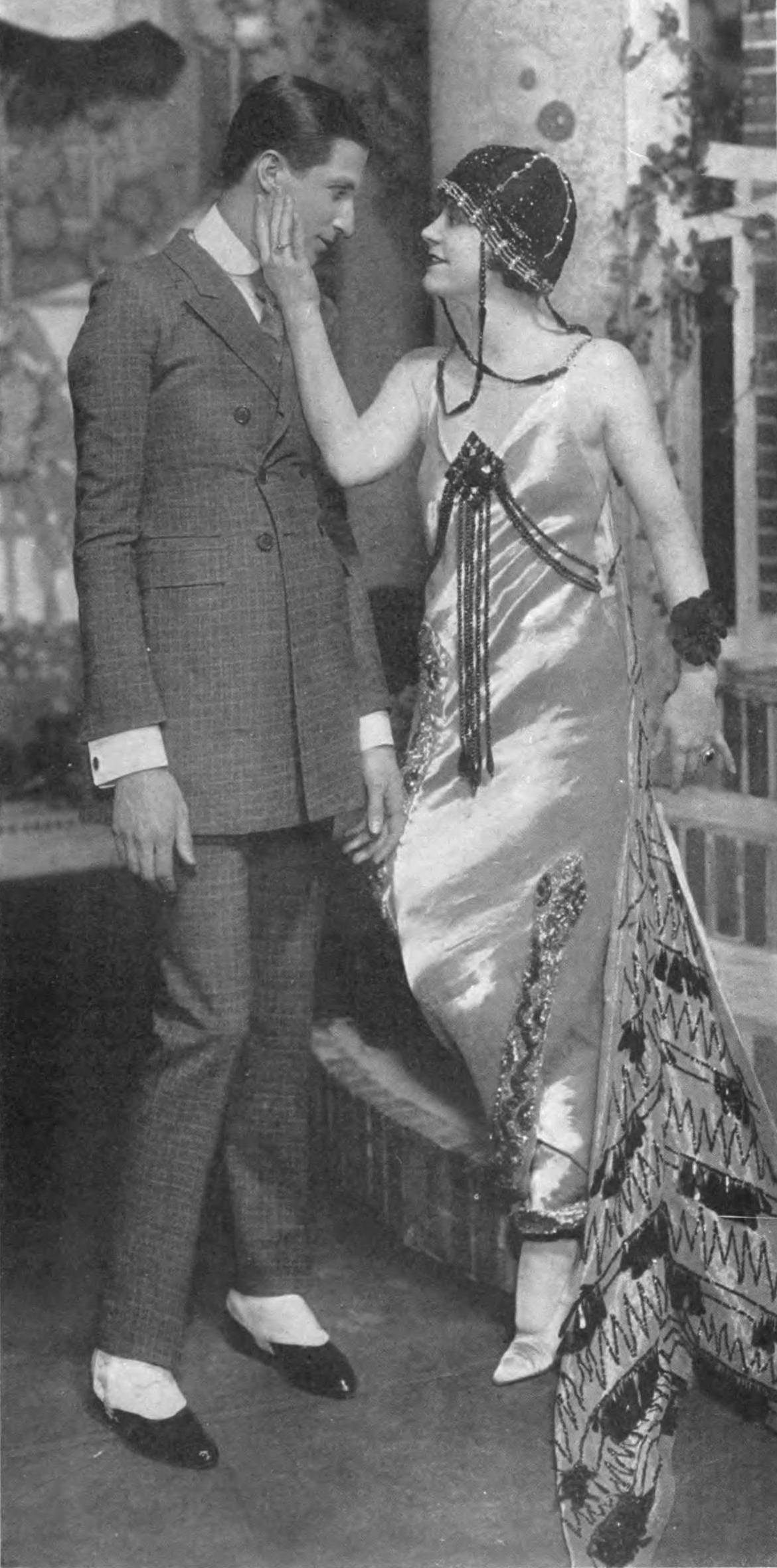
Vera Michelena avec Fred Hillebrand dans Take It from Me, 1919

Elle joue dans au moins deux films muets, tous deux avec son mari Harry Spingler. Michelena joue Helen Warner dans Driftwood, un drame familial produit en mars 1916 par Ocean Film Corporation. Le film est adapté de la pièce d'Owen Davis de 1911 par Anthony Paul Kelly et réalisé par Marshall Farnum, frère de Dustin Farnum . Michelena apparait ensuite dans The Devil's Playground, un drame social produit par Monmouth Films en 1917. The Devil's Playground est réalisé par Harry McRae Webster, en collaboration avec Dallas Tyler.

## Vie privée
Michelena épouse d'abord Paul Schindler, un compositeur et chef d'orchestre qui a composé la musique des spectacles tels que Tiger Lilly, The Geezer of Geck, The Wizard of Oz et The Isle of Spice . Michelena divorce de Schindler le 16 mai 1917,,. Le 30 avril 1918, elle épouse l'acteur de théâtre et de cinéma Harry Spingler lors d'une cérémonie dans le Queens, à New York. Michelena intente une action en divorce à Los Angeles en février 1921 pour désertion. Le 12 août 1922, à Manhattan, Michelena épouse Fred Hillebrand; son partenaire principal pendant une grande partie de la dernière partie de sa carrière. Ils restent ensemble jusqu'à la mort de Michelena en 1961 dans leur résidence du Queens.